# Bam Margera Presents: Where the ♯$&% Is Santa?
Bam Margera Presents: Where the #$&% Is Santa? es una película lanzada en 2008 por Warner Bros. La película es protagonizada por Bam Margera, Brandon Novak, Mark The Bagger, y otros miembros de la familia y amigos de Bam. Bam Margera mencionó una secuela de esta película en Radio Bam. Bam Margera

## Elenco
- Todos los personajes aparecen como sí mismos.
- Bam Margera
- Missy Margera
- Phil Margera
- April Margera
- Jess Margera
- Jimmy Pop
- Brandon Novak
- Mandy (Novia de Novak)
- Joe Frantz
- Kerry Getz
- Siebe Meindertsma
- Mark the Bagger
- Ville Valo
- Andy McCoy
- Chad I. Ginsburg
- The Dudesons (Jarppi y Jukka)